# Ich liebe deutsche Land
Ich liebe deutsche Land ist ein Lied von Verna Mae Bentley-Krause, das im Jahr 2001 von Stefan Raabs Produktionsfirma RARE (Raab Records) unter dem Titel Ich liebe deutsche Land (De Det De Det De Dä) als Single veröffentlicht wurde. Bentley-Krause hörte Vögel die Melodie zwitschern, als sie mit ihrem Hund im Wald spazieren ging.
Die Single konnte sich insgesamt sechs Wochen in den deutschen Charts halten und enthielt zwei gleich lange, etwas über drei Minuten dauernde Vocal-Mixes des Titels, einen ebenso langen reinen Instrumentalmix sowie die knapp zweiminütige ursprüngliche A-cappella-Version.

## Verwendung
Der Titel bzw. ein oftmals nur wenige Sekunden dauernder Auszug daraus wurde von Bentley-Krause als alternative Nationalhymne (oft in TV-Sendungen, an denen Stefan Raab beteiligt war) gesungen.
Beim Empfang der Sängerin Lena Meyer-Landrut nach deren siegreicher Teilnahme am Eurovision Song Contest 2010 stimmte jene das Lied am 30. Mai 2010 in der niedersächsischen Landeshauptstadt Hannover vor rund 40.000 Menschen an, wodurch das Lied erneut kurze Aufmerksamkeit erhielt. Die Tageszeitung Die Welt vermutete: „Es muss so eine Art Schlachtruf sein, aus der Nacht, in der der Eurovision Song Contest (ESC) endlich wieder nach Deutschland kam.“ Die niederländische Zeitung De Volkskrant sprach in diesem Zusammenhang hingegen von einem „satirischen Lied“.